# Eleições autárquicas de 2017 em Bragança
As eleições autárquicas de 2017 serviram para eleger os diferentes órgãos do poder local autárquico do concelho de Bragança.
O Partido Social Democrata, com Hernâni Dias novamente como candidato sendo o autarca em exercício, voltou a ganhar as eleições autárquicas com um aumento expressivo na sua votação. O PSD obteve 57% dos votos e 5 vereadores, mais 1 vereador em relação a 2013, bem como ganhar a maioria na Assembleia Municipal e 34 das 39 Juntas de Freguesias.
O Partido Socialista praticamente repetiu os resultados de 2013 ao conseguir pouco mais de 27% dos votos e mantendo os 2 vereadores que já detinha.
As outras candidaturas tiveram resultados residuais.

## Listas e Candidatos
| Lista | Lista                           | Candidato          |
| ----- | ------------------------------- | ------------------ |
|       | Partido Social Democrata        | Hernâni Dias       |
|       | Partido Socialista              | Carlos Guerra      |
|       | CDS – Partido Popular           | Francisco Pinheiro |
|       | Coligação Democrática Unitária  | António Morais     |
|       | Bloco de Esquerda               | José Freire        |
|       | Partido Democrático Republicano | Manuel Vitorino    |

## Resultados Oficiais
Os resultados nas eleições autárquicas de 2017 no concelho de Bragança para os diferentes órgãos do poder local foram os seguintes:

### Câmara Municipal
| Partido                 | Partido                         | Votos  | %               | +/-  | Vereadores | +/-     |
| ----------------------- | ------------------------------- | ------ | --------------- | ---- | ---------- | ------- |
|                         | Partido Social Democrata        | 10 840 | 57,05 / 100,00  | 9,81 | 5 / 7      | 1       |
|                         | Partido Socialista              | 5 153  | 27,12 / 100,00  | 1,10 | 2 / 7      | Estável |
|                         | CDS – Partido Popular           | 797    | 4,19 / 100,00   | 2,12 | 0 / 7      | Estável |
|                         | Bloco de Esquerda               | 516    | 2,72 / 100,00   | 1,69 | 0 / 7      | Estável |
|                         | Coligação Democrática Unitária  | 395    | 2,08 / 100,00   | 0,06 | 0 / 7      | Estável |
|                         | Partido Democrático Republicano | 327    | 1,72 / 100,00   | Novo | 0 / 7      | Novo    |
| Votos Inválidos         | Votos Inválidos                 | 973    | 5,13 / 100,00   | 0,06 |            |         |
| Total                   | Total                           | 19 001 | 100,00 / 100,00 |      | 7 / 7      |         |
| Eleitorado/Participação | Eleitorado/Participação         | 36 115 | 52,61 / 100,00  | 1,96 |            |         |

### Assembleia Municipal
| Partido                 | Partido                         | Votos  | %               | +/-     | Deputados | +/-     |
| ----------------------- | ------------------------------- | ------ | --------------- | ------- | --------- | ------- |
|                         | Partido Social Democrata        | 10 104 | 53,17 / 100,00  | 8,29    | 24 / 40   | 4       |
|                         | Partido Socialista              | 5 179  | 27,26 / 100,00  | 0,79    | 12 / 40   | 1       |
|                         | Bloco de Esquerda               | 843    | 4,44 / 100,00   | 2,95    | 2 / 40    | 2       |
|                         | CDS – Partido Popular           | 832    | 4,38 / 100,00   | 1,67    | 1 / 40    | Estável |
|                         | Coligação Democrática Unitária  | 608    | 3,20 / 100,00   | 0,09    | 1 / 40    | Estável |
|                         | Partido Democrático Republicano | 325    | 1,71 / 100,00   | Novo    | 0 / 40    | Novo    |
| Votos Inválidos         | Votos Inválidos                 | 1 111  | 5,85 / 100,00   | Estável |           |         |
| Total                   | Total                           | 19 002 | 100,00 / 100,00 |         | 40 / 40   |         |
| Eleitorado/Participação | Eleitorado/Participação         | 36 115 | 52,62 / 100,00  | 1,96    |           |         |

### Juntas de Freguesia
| Partido                 | Partido                         | Votos  | %               | +/-  | Presidentes | +/-     | Mandatos  | +/-     |
| ----------------------- | ------------------------------- | ------ | --------------- | ---- | ----------- | ------- | --------- | ------- |
|                         | Partido Social Democrata        | 9 301  | 48,95 / 100,00  | 4,91 | 34 / 39     | 6       | 214 / 289 | 52      |
|                         | Partido Socialista              | 3 947  | 20,77 / 100,00  | 6,46 | 5 / 39      | 5       | 61 / 289  | 31      |
|                         | Grupo de Cidadãos               | 3 376  | 17,77 / 100,00  | 1,68 | 0 / 39      | 1       | 10 / 289  | 25      |
|                         | CDS – Partido Popular           | 461    | 2,43 / 100,00   | 1,14 | 0 / 39      | Estável | 2 / 289   | 2       |
|                         | Coligação Democrática Unitária  | 260    | 1,37 / 100,00   | 0,34 | 0 / 39      | Estável | 2 / 289   | 2       |
|                         | Bloco de Esquerda               | 246    | 1,29 / 100,00   | 0,51 | 0 / 39      | Estável | 0 / 289   | Estável |
|                         | Partido Democrático Republicano | 136    | 0,72 / 100,00   | Novo | 0 / 39      | Novo    | 0 / 289   | Novo    |
| Votos Inválidos         | Votos Inválidos                 | 1 275  | 6,71 / 100,00   | 1,19 |             |         |           |         |
| Total                   | Total                           | 19 002 | 100,00 / 100,00 |      | 39 / 39     |         | 289 / 289 |         |
| Eleitorado/Participação | Eleitorado/Participação         | 36 115 | 52,62 / 100,00  | 1,95 |             |         |           |         |

## Resultados por Freguesia

### Câmara Municipal
| Freguesia                       | %     | %     | %     | %    | %    | %    | Votantes |
| Freguesia                       | PSD   | PS    | CDS   | BE   | CDU  | PDR  | Votantes |
| ------------------------------- | ----- | ----- | ----- | ---- | ---- | ---- | -------- |
| Alfaião                         | 71,23 | 21,23 | 5,48  | 0,68 | 0    | 0,68 | 146      |
| Aveleda e Rio de Onor           | 68,48 | 26,81 | 0,36  | 0,36 | 0,36 | 0,36 | 276      |
| Babe                            | 63,13 | 14,37 | 5,63  | 0,63 | 0,63 | 0,63 | 160      |
| Baçal                           | 69,35 | 18,39 | 4,19  | 0,97 | 0,97 | 0,32 | 310      |
| Carragosa                       | 46,03 | 39,68 | 4,37  | 0,79 | 2,38 | 0,40 | 252      |
| Castrelos e Carrazedo           | 79,04 | 8,98  | 4,19  | 2,40 | 0    | 1,80 | 167      |
| Castro de Avelãs                | 64,98 | 26,16 | 4,22  | 2,53 | 0,84 | 0    | 237      |
| Coelhoso                        | 56,30 | 33,33 | 2,22  | 1,11 | 1,85 | 0,37 | 270      |
| Donai                           | 62,64 | 25,84 | 2,81  | 1,40 | 1,97 | 1,69 | 356      |
| Espinhosela                     | 54,27 | 34,17 | 5,03  | 0    | 0    | 1,01 | 199      |
| França                          | 59,76 | 24,85 | 4,14  | 4,73 | 2,37 | 1,18 | 169      |
| Gimonde                         | 71,79 | 18,38 | 0,85  | 1,71 | 1,28 | 0,85 | 234      |
| Gondesende                      | 50,69 | 31,94 | 2,78  | 6,25 | 2,78 | 2,08 | 144      |
| Gostei                          | 68,77 | 18,61 | 2,84  | 1,26 | 0,95 | 1,58 | 317      |
| Grijó de Parada                 | 49,45 | 45,39 | 3,69  | 0,37 | 0,37 | 0,74 | 271      |
| Izeda,Calvelhe e Paradinha Nova | 49,92 | 39,75 | 1,27  | 1,27 | 1,75 | 0,95 | 629      |
| Macedo do Mato                  | 70,59 | 20,26 | 3,92  | 0,65 | 1,31 | 0    | 153      |
| Mós                             | 67,90 | 20,99 | 0     | 1,85 | 1,23 | 0    | 162      |
| Nogueira                        | 60,17 | 30,81 | 2,03  | 2,03 | 0,58 | 0,87 | 344      |
| Outeiro                         | 68,45 | 21,43 | 1,79  | 0,60 | 0,60 | 0    | 168      |
| Parada e Faílde                 | 53,63 | 35,69 | 3,24  | 1,34 | 1,15 | 0,38 | 524      |
| Parâmio                         | 51,24 | 40,50 | 1,24  | 0,41 | 1,65 | 0    | 242      |
| Pinela                          | 83,71 | 8,99  | 1,12  | 0,56 | 1,69 | 0,56 | 178      |
| Quintanilha                     | 38,54 | 54,15 | 1,95  | 1,95 | 1,46 | 0,49 | 205      |
| Quintela de Lampaças            | 76,07 | 12,88 | 3,68  | 0,61 | 1,23 | 1,23 | 163      |
| Rabal                           | 57,82 | 9,52  | 14,97 | 1,36 | 8,84 | 0,68 | 147      |
| Rebordainhos e Pombares         | 75,52 | 11,19 | 4,20  | 0,70 | 0    | 1,40 | 143      |
| Rebordãos                       | 70,21 | 14,18 | 1,77  | 1,06 | 2,48 | 4,61 | 282      |
| Rio Frio e Milhão               | 73,83 | 14,84 | 2,73  | 3,13 | 0,78 | 0,39 | 256      |
| Salsas                          | 75,89 | 11,46 | 0     | 1,19 | 2,37 | 1,58 | 253      |
| Samil                           | 58,57 | 23,68 | 4,05  | 4,21 | 1,56 | 2,80 | 642      |
| Santa Comba de Rossas           | 48,91 | 22,27 | 21,83 | 0,44 | 0,44 | 0,87 | 229      |
| São Julião de Palácios e Deilão | 74,59 | 11,89 | 3,69  | 1,23 | 0    | 0,41 | 244      |
| São Pedro de Sarracenos         | 59,57 | 22,13 | 5,53  | 1,70 | 2,55 | 0,43 | 235      |
| Sé, Santa Maria e Meixedo       | 51,82 | 29,00 | 4,86  | 3,85 | 2,81 | 2,44 | 9 638    |
| Sendas                          | 87,59 | 4,14  | 0,69  | 0,69 | 0,69 | 0    | 145      |
| Serapicos                       | 74,27 | 13,45 | 3,51  | 1,17 | 0    | 0,58 | 171      |
| Sortes                          | 53,54 | 34,96 | 2,65  | 1,77 | 0,44 | 0,44 | 226      |
| Zoio                            | 78,95 | 12,28 | 4,39  | 0    | 0,88 | 0,88 | 114      |
| Bragança                        | 57,05 | 27,12 | 4,19  | 2,72 | 2,08 | 1,72 | 19 001   |

### Assembleia Municipal
| Freguesia                       | %     | %     | %    | %     | %     | %    | Votantes |
| Freguesia                       | PSD   | PS    | BE   | CDS   | CDU   | PDR  | Votantes |
| ------------------------------- | ----- | ----- | ---- | ----- | ----- | ---- | -------- |
| Alfaião                         | 68,49 | 21,23 | 2,05 | 5,48  | 0     | 0,68 | 146      |
| Aveleda e Rio de Onor           | 68,12 | 25,72 | 1,09 | 1,81  | 0,72  | 0    | 276      |
| Babe                            | 63,75 | 13,13 | 0,63 | 5,63  | 1,25  | 1,25 | 160      |
| Baçal                           | 70,32 | 17,74 | 1,94 | 2,58  | 0,97  | 0    | 310      |
| Carragosa                       | 39,68 | 41,67 | 1,98 | 5,95  | 3,57  | 0,79 | 252      |
| Castrelos e Carrazedo           | 80,24 | 8,38  | 2,40 | 1,80  | 2,40  | 0    | 167      |
| Castro de Avelãs                | 58,65 | 30,38 | 2,95 | 2,95  | 1,27  | 0,42 | 237      |
| Coelhoso                        | 51,85 | 38,89 | 0,74 | 1,85  | 1,85  | 0    | 270      |
| Donai                           | 60,11 | 25,56 | 4,49 | 2,53  | 2,81  | 0,28 | 356      |
| Espinhosela                     | 58,79 | 29,65 | 2,01 | 4,02  | 0     | 1,01 | 199      |
| França                          | 57,99 | 24,26 | 2,37 | 5,33  | 2,37  | 1,18 | 169      |
| Gimonde                         | 69,23 | 18,80 | 2,56 | 1,28  | 1,28  | 1,28 | 234      |
| Gondesende                      | 45,83 | 36,11 | 6,25 | 4,86  | 4,86  | 0    | 144      |
| Gostei                          | 62,46 | 21,14 | 3,47 | 4,10  | 2,21  | 1,58 | 317      |
| Grijó de Parada                 | 44,28 | 46,49 | 1,11 | 4,43  | 0,74  | 1,11 | 271      |
| Izeda,Calvelhe e Paradinha Nova | 45,63 | 42,77 | 1,75 | 1,59  | 2,07  | 0,95 | 629      |
| Macedo do Mato                  | 66,01 | 21,57 | 1,96 | 3,92  | 2,61  | 0    | 153      |
| Mós                             | 67,90 | 22,84 | 1,23 | 0     | 1,85  | 0    | 162      |
| Nogueira                        | 56,10 | 33,72 | 2,91 | 1,45  | 0,58  | 1,45 | 344      |
| Outeiro                         | 70,83 | 19,05 | 1,79 | 0,60  | 0,60  | 0    | 168      |
| Parada e Faílde                 | 51,91 | 36,07 | 1,53 | 3,24  | 1,72  | 0,57 | 524      |
| Parâmio                         | 44,63 | 41,32 | 0,83 | 1,65  | 4,55  | 0    | 242      |
| Pinela                          | 74,16 | 14,61 | 0,56 | 1,69  | 3,93  | 0,56 | 178      |
| Quintanilha                     | 36,10 | 51,22 | 1,95 | 2,44  | 5,37  | 0    | 205      |
| Quintela de Lampaças            | 71,78 | 15,95 | 1,23 | 1,84  | 1,23  | 0,61 | 163      |
| Rabal                           | 54,42 | 8,84  | 2,72 | 14,97 | 13,61 | 0,68 | 147      |
| Rebordainhos e Pombares         | 77,62 | 9,79  | 0    | 4,90  | 0,70  | 2,10 | 143      |
| Rebordãos                       | 69,86 | 13,48 | 1,06 | 1,77  | 2,48  | 5,67 | 282      |
| Rio Frio e Milhão               | 69,14 | 16,80 | 4,30 | 3,13  | 0,39  | 0,39 | 256      |
| Salsas                          | 72,33 | 11,86 | 3,16 | 1,58  | 1,98  | 1,98 | 253      |
| Samil                           | 54,05 | 25,55 | 7,63 | 4,21  | 2,18  | 1,40 | 642      |
| Santa Comba de Rossas           | 45,85 | 24,02 | 0,44 | 18,78 | 0,87  | 2,18 | 229      |
| São Julião de Palácios e Deilão | 71,72 | 11,89 | 2,46 | 5,33  | 0     | 0,41 | 244      |
| São Pedro de Sarracenos         | 61,70 | 19,57 | 3,40 | 4,68  | 2,55  | 0,43 | 235      |
| Sé, Santa Maria e Meixedo       | 46,97 | 28,29 | 6,37 | 5,20  | 4,42  | 2,51 | 9 639    |
| Sendas                          | 88,28 | 4,14  | 0,69 | 0,69  | 1,38  | 0    | 145      |
| Serapicos                       | 73,68 | 13,45 | 0,58 | 3,51  | 0     | 0,58 | 171      |
| Sortes                          | 49,56 | 38,94 | 2,21 | 1,77  | 0,44  | 0    | 226      |
| Zoio                            | 71,93 | 14,04 | 1,75 | 3,51  | 0     | 1,75 | 114      |
| Bragança                        | 53,17 | 27,26 | 4,44 | 4,38  | 3,20  | 1,71 | 19 002   |

### Juntas de Freguesia

#### Alfaião
| Partido                 | Partido                  | Votos | %               | +/-   | Mandatos | +/- |
| ----------------------- | ------------------------ | ----- | --------------- | ----- | -------- | --- |
|                         | Partido Social Democrata | 130   | 89,04 / 100,00  | 32,63 | 7 / 7    | 3   |
| Votos Inválidos         | Votos Inválidos          | 16    | 10,95 / 100,00  | 7,36  |          |     |
| Total                   | Total                    | 146   | 100,00 / 100,00 |       | 7 / 7    |     |
| Eleitorado/Participação | Eleitorado/Participação  | 204   | 71,57 / 100,00  | 11,06 |          |     |

#### Aveleda e Rio de Onor
| Partido                 | Partido                  | Votos | %               | +/-   | Mandatos | +/- |
| ----------------------- | ------------------------ | ----- | --------------- | ----- | -------- | --- |
|                         | Partido Social Democrata | 188   | 68,12 / 100,00  | 24,48 | 5 / 7    | 2   |
|                         | Partido Socialista       | 76    | 27,54 / 100,00  | 26,22 | 2 / 7    | 2   |
| Votos Inválidos         | Votos Inválidos          | 12    | 4,35 / 100,00   | 1,74  |          |     |
| Total                   | Total                    | 276   | 100,00 / 100,00 |       | 7 / 7    |     |
| Eleitorado/Participação | Eleitorado/Participação  | 450   | 61,33 / 100,00  | 10,31 |          |     |

#### Babe
| Partido                 | Partido                  | Votos | %               | +/-   | Mandatos | +/- |
| ----------------------- | ------------------------ | ----- | --------------- | ----- | -------- | --- |
|                         | Partido Social Democrata | 131   | 81,88 / 100,00  | 11,49 | 7 / 7    | 2   |
| Votos Inválidos         | Votos Inválidos          | 29    | 18,13 / 100,00  | 12,79 |          |     |
| Total                   | Total                    | 160   | 100,00 / 100,00 |       | 7 / 7    |     |
| Eleitorado/Participação | Eleitorado/Participação  | 331   | 48,34 / 100,00  | 7,64  |          |     |

#### Baçal
| Partido                 | Partido                  | Votos | %               | +/-   | Mandatos | +/- |
| ----------------------- | ------------------------ | ----- | --------------- | ----- | -------- | --- |
|                         | Partido Social Democrata | 278   | 89,68 / 100,00  | 34,85 | 7 / 7    | 2   |
| Votos Inválidos         | Votos Inválidos          | 32    | 10,32 / 100,00  | 6,91  |          |     |
| Total                   | Total                    | 310   | 100,00 / 100,00 |       | 7 / 7    |     |
| Eleitorado/Participação | Eleitorado/Participação  | 530   | 58,49 / 100,00  | 3,05  |          |     |

#### Carragosa
| Partido                 | Partido                  | Votos | %               | +/-     | Mandatos | +/-     |
| ----------------------- | ------------------------ | ----- | --------------- | ------- | -------- | ------- |
|                         | Partido Socialista       | 123   | 48,81 / 100,00  | 2,83    | 4 / 7    | Estável |
|                         | Partido Social Democrata | 87    | 34,52 / 100,00  | 7,00    | 2 / 7    | 1       |
|                         | CDS – Partido Popular    | 33    | 13,10 / 100,00  | -       | 1 / 7    | -       |
| Votos Inválidos         | Votos Inválidos          | 9     | 3,57 / 100,00   | Estável |          |         |
| Total                   | Total                    | 252   | 100,00 / 100,00 |         | 7 / 7    |         |
| Eleitorado/Participação | Eleitorado/Participação  | 304   | 82,89 / 100,00  | 11,10   |          |         |

#### Castrelos e Carrazedo
| Partido                 | Partido                  | Votos | %               | +/-   | Mandatos | +/- |
| ----------------------- | ------------------------ | ----- | --------------- | ----- | -------- | --- |
|                         | Partido Social Democrata | 145   | 86,83 / 100,00  | 23,51 | 7 / 7    | 2   |
| Votos Inválidos         | Votos Inválidos          | 22    | 13,17 / 100,00  | 8,36  |          |     |
| Total                   | Total                    | 167   | 100,00 / 100,00 |       | 7 / 7    |     |
| Eleitorado/Participação | Eleitorado/Participação  | 278   | 60,07 / 100,00  | 13,33 |          |     |

#### Castro de Avelãs
| Partido                 | Partido                  | Votos | %               | +/-   | Mandatos | +/- |
| ----------------------- | ------------------------ | ----- | --------------- | ----- | -------- | --- |
|                         | Partido Social Democrata | 125   | 52,74 / 100,00  | 7,79  | 4 / 7    | 1   |
|                         | Partido Socialista       | 103   | 43,46 / 100,00  | 11,88 | 3 / 7    | 1   |
| Votos Inválidos         | Votos Inválidos          | 9     | 3,80 / 100,00   | 4,09  |          |     |
| Total                   | Total                    | 237   | 100,00 / 100,00 |       | 7 / 7    |     |
| Eleitorado/Participação | Eleitorado/Participação  | 341   | 69,50 / 100,00  | 1,31  |          |     |

#### Coelhoso
| Partido                 | Partido                  | Votos | %               | +/-  | Mandatos | +/- |
| ----------------------- | ------------------------ | ----- | --------------- | ---- | -------- | --- |
|                         | Partido Social Democrata | 145   | 53,70 / 100,00  | 6,45 | 4 / 7    | 1   |
|                         | Partido Socialista       | 116   | 42,96 / 100,00  | 7,62 | 3 / 7    | 1   |
| Votos Inválidos         | Votos Inválidos          | 9     | 3,33 / 100,00   | 1,19 |          |     |
| Total                   | Total                    | 270   | 100,00 / 100,00 |      | 7 / 7    |     |
| Eleitorado/Participação | Eleitorado/Participação  | 521   | 51,82 / 100,00  | 0,34 |          |     |

#### Donai
| Partido                 | Partido                  | Votos | %               | +/-  | Mandatos | +/-     |
| ----------------------- | ------------------------ | ----- | --------------- | ---- | -------- | ------- |
|                         | Partido Social Democrata | 229   | 64,33 / 100,00  | 7,20 | 5 / 7    | Estável |
|                         | Partido Socialista       | 119   | 33,43 / 100,00  | 9,02 | 2 / 7    | Estável |
| Votos Inválidos         | Votos Inválidos          | 8     | 2,25 / 100,00   | 1,82 |          |         |
| Total                   | Total                    | 356   | 100,00 / 100,00 |      | 7 / 7    |         |
| Eleitorado/Participação | Eleitorado/Participação  | 466   | 76,39 / 100,00  | 7,46 |          |         |

#### Espisonhela
| Partido                 | Partido                  | Votos | %               | +/-  | Mandatos | +/-     |
| ----------------------- | ------------------------ | ----- | --------------- | ---- | -------- | ------- |
|                         | Partido Social Democrata | 127   | 63,82 / 100,00  | 2,04 | 5 / 7    | Estável |
|                         | Partido Socialista       | 63    | 31,66 / 100,00  | 8,37 | 2 / 7    | Estável |
| Votos Inválidos         | Votos Inválidos          | 9     | 4,53 / 100,00   | 1,32 |          |         |
| Total                   | Total                    | 199   | 100,00 / 100,00 |      | 7 / 7    |         |
| Eleitorado/Participação | Eleitorado/Participação  | 285   | 69,82 / 100,00  | 0,92 |          |         |

#### França
| Partido                 | Partido                  | Votos | %               | +/-   | Mandatos | +/- |
| ----------------------- | ------------------------ | ----- | --------------- | ----- | -------- | --- |
|                         | Partido Social Democrata | 118   | 69,82 / 100,00  | 15,27 | 7 / 7    | 3   |
| Votos Inválidos         | Votos Inválidos          | 51    | 30,18 / 100,00  | 26,67 |          |     |
| Total                   | Total                    | 169   | 100,00 / 100,00 |       | 7 / 7    |     |
| Eleitorado/Participação | Eleitorado/Participação  | 322   | 52,48 / 100,00  | 14,88 |          |     |

#### Gimonde
| Partido                 | Partido                  | Votos | %               | +/-   | Mandatos | +/- |
| ----------------------- | ------------------------ | ----- | --------------- | ----- | -------- | --- |
|                         | Partido Social Democrata | 189   | 80,77 / 100,00  | 32,38 | 7 / 7    | 3   |
| Votos Inválidos         | Votos Inválidos          | 45    | 19,23 / 100,00  | 14,93 |          |     |
| Total                   | Total                    | 234   | 100,00 / 100,00 |       | 7 / 7    |     |
| Eleitorado/Participação | Eleitorado/Participação  | 393   | 59,54 / 100,00  | 7,53  |          |     |

#### Gondosende
| Partido                 | Partido                  | Votos | %               | +/-  | Mandatos | +/-     |
| ----------------------- | ------------------------ | ----- | --------------- | ---- | -------- | ------- |
|                         | Partido Social Democrata | 80    | 55,56 / 100,00  | 8,98 | 4 / 7    | Estável |
|                         | Partido Socialista       | 50    | 34,72 / 100,00  | 4,41 | 3 / 7    | Estável |
|                         | Bloco de Esquerda        | 9     | 6,25 / 100,00   | 4,31 | 0 / 7    | Estável |
| Votos Inválidos         | Votos Inválidos          | 5     | 3,47 / 100,00   | 0,25 |          |         |
| Total                   | Total                    | 144   | 100,00 / 100,00 |      | 7 / 7    |         |
| Eleitorado/Participação | Eleitorado/Participação  | 207   | 69,57 / 100,00  | 0,47 |          |         |

#### Gostei
| Partido                 | Partido                        | Votos | %               | +/-   | Mandatos | +/- |
| ----------------------- | ------------------------------ | ----- | --------------- | ----- | -------- | --- |
|                         | Partido Social Democrata       | 215   | 67,82 / 100,00  | 34,67 | 5 / 7    | 3   |
|                         | Partido Socialista             | 79    | 24,92 / 100,00  | 13,66 | 2 / 7    | 1   |
|                         | Coligação Democrática Unitária | 5     | 1,58 / 100,00   | -     | 0 / 7    | -   |
| Votos Inválidos         | Votos Inválidos                | 18    | 5,68 / 100,00   | 2,65  |          |     |
| Total                   | Total                          | 317   | 100,00 / 100,00 |       | 7 / 7    |     |
| Eleitorado/Participação | Eleitorado/Participação        | 447   | 70,92 / 100,00  | 1,48  |          |     |

#### Grijó de Parada
| Partido                 | Partido                  | Votos | %               | +/-   | Mandatos | +/- |
| ----------------------- | ------------------------ | ----- | --------------- | ----- | -------- | --- |
|                         | Partido Socialista       | 149   | 54,98 / 100,00  | 39,93 | 4 / 7    | 3   |
|                         | Partido Social Democrata | 118   | 43,54 / 100,00  | 9,74  | 3 / 7    | 1   |
| Votos Inválidos         | Votos Inválidos          | 4     | 1,48 / 100,00   | 2,38  |          |     |
| Total                   | Total                    | 271   | 100,00 / 100,00 |       | 7 / 7    |     |
| Eleitorado/Participação | Eleitorado/Participação  | 401   | 67,58 / 100,00  | 4,25  |          |     |

#### Izeda, Calvelhe e Paradinha Nova
| Partido                 | Partido                        | Votos | %               | +/-   | Mandatos | +/-     |
| ----------------------- | ------------------------------ | ----- | --------------- | ----- | -------- | ------- |
|                         | Partido Socialista             | 318   | 50,56 / 100,00  | 11,62 | 5 / 9    | 1       |
|                         | Partido Social Democrata       | 274   | 43,56 / 100,00  | 13,98 | 4 / 9    | 1       |
|                         | Coligação Democrática Unitária | 9     | 1,43 / 100,00   | 0,34  | 0 / 9    | Estável |
| Votos Inválidos         | Votos Inválidos                | 28    | 4,46 / 100,00   | 0,70  |          |         |
| Total                   | Total                          | 629   | 100,00 / 100,00 |       | 9 / 9    |         |
| Eleitorado/Participação | Eleitorado/Participação        | 1 216 | 51,73 / 100,00  | 2,86  |          |         |

#### Macedo do Mato
| Partido                 | Partido                  | Votos | %               | +/-   | Mandatos | +/- |
| ----------------------- | ------------------------ | ----- | --------------- | ----- | -------- | --- |
|                         | Partido Social Democrata | 106   | 69,28 / 100,00  | 20,14 | 6 / 7    | 2   |
|                         | Partido Socialista       | 35    | 22,88 / 100,00  | 13,17 | 1 / 7    | 1   |
| Votos Inválidos         | Votos Inválidos          | 12    | 7,84 / 100,00   | 0,41  |          |     |
| Total                   | Total                    | 153   | 100,00 / 100,00 |       | 7 / 7    |     |
| Eleitorado/Participação | Eleitorado/Participação  | 289   | 52,94 / 100,00  | 2,44  |          |     |

#### Mós
| Partido                 | Partido                  | Votos | %               | +/-   | Mandatos | +/- |
| ----------------------- | ------------------------ | ----- | --------------- | ----- | -------- | --- |
|                         | Partido Social Democrata | 113   | 69,75 / 100,00  | 19,75 | 5 / 7    | 1   |
|                         | Partido Socialista       | 43    | 26,54 / 100,00  | 18,46 | 2 / 7    | 1   |
| Votos Inválidos         | Votos Inválidos          | 6     | 3,71 / 100,00   | 1,29  |          |     |
| Total                   | Total                    | 162   | 100,00 / 100,00 |       | 7 / 7    |     |
| Eleitorado/Participação | Eleitorado/Participação  | 257   | 63,04 / 100,00  | 3,14  |          |     |

#### Nogueira
| Partido                 | Partido                  | Votos | %               | +/-  | Mandatos | +/-     |
| ----------------------- | ------------------------ | ----- | --------------- | ---- | -------- | ------- |
|                         | Partido Social Democrata | 169   | 49,13 / 100,00  | 1,30 | 4 / 7    | Estável |
|                         | Partido Socialista       | 154   | 44,77 / 100,00  | 2,36 | 3 / 7    | Estável |
| Votos Inválidos         | Votos Inválidos          | 21    | 7,07 / 100,00   | 0,76 |          |         |
| Total                   | Total                    | 344   | 100,00 / 100,00 |      | 7 / 7    |         |
| Eleitorado/Participação | Eleitorado/Participação  | 488   | 70,49 / 100,00  | 0,97 |          |         |

#### Outeiro
| Partido                 | Partido                  | Votos | %               | +/-   | Mandatos | +/- |
| ----------------------- | ------------------------ | ----- | --------------- | ----- | -------- | --- |
|                         | Partido Social Democrata | 120   | 71,43 / 100,00  | 24,84 | 7 / 7    | 4   |
| Votos Inválidos         | Votos Inválidos          | 48    | 28,57 / 100,00  | 23,35 |          |     |
| Total                   | Total                    | 168   | 100,00 / 100,00 |       | 7 / 7    |     |
| Eleitorado/Participação | Eleitorado/Participação  | 331   | 50,76 / 100,00  | 16,36 |          |     |

#### Parada e Faílde
| Partido                 | Partido                  | Votos | %               | +/-   | Mandatos | +/-     |
| ----------------------- | ------------------------ | ----- | --------------- | ----- | -------- | ------- |
|                         | Partido Social Democrata | 268   | 51,15 / 100,00  | 7,27  | 4 / 7    | Estável |
|                         | Partido Socialista       | 232   | 44,27 / 100,00  | 34,83 | 3 / 7    | 2       |
| Votos Inválidos         | Votos Inválidos          | 24    | 4,58 / 100,00   | 1,09  |          |         |
| Total                   | Total                    | 524   | 100,00 / 100,00 |       | 7 / 7    | 2       |
| Eleitorado/Participação | Eleitorado/Participação  | 936   | 55,98 / 100,00  | 0,43  |          |         |

#### Parâmio
| Partido                 | Partido                  | Votos | %               | +/-     | Mandatos | +/-     |
| ----------------------- | ------------------------ | ----- | --------------- | ------- | -------- | ------- |
|                         | Partido Socialista       | 121   | 50,00 / 100,00  | Estável | 4 / 7    | Estável |
|                         | Partido Social Democrata | 113   | 46,69 / 100,00  | 0,51    | 3 / 7    | Estável |
| Votos Inválidos         | Votos Inválidos          | 8     | 3,31 / 100,00   | 1,71    |          |         |
| Total                   | Total                    | 242   | 100,00 / 100,00 |         | 7 / 7    |         |
| Eleitorado/Participação | Eleitorado/Participação  | 295   | 82,03 / 100,00  | 3,66    |          |         |

#### Pinela
| Partido                 | Partido                  | Votos | %               | +/-   | Mandatos | +/- |
| ----------------------- | ------------------------ | ----- | --------------- | ----- | -------- | --- |
|                         | Partido Social Democrata | 145   | 81,46 / 100,00  | 40,93 | 6 / 7    | 3   |
|                         | Partido Socialista       | 26    | 14,61 / 100,00  | 19,60 | 1 / 7    | 2   |
| Votos Inválidos         | Votos Inválidos          | 7     | 3,94 / 100,00   | 1,31  |          |     |
| Total                   | Total                    | 178   | 100,00 / 100,00 |       | 7 / 7    |     |
| Eleitorado/Participação | Eleitorado/Participação  | 336   | 52,98 / 100,00  | 3,40  |          |     |

#### Quintanilha
| Partido                 | Partido                  | Votos | %               | +/-  | Mandatos | +/- |
| ----------------------- | ------------------------ | ----- | --------------- | ---- | -------- | --- |
|                         | Partido Socialista       | 121   | 59,02 / 100,00  | 6,43 | 4 / 7    | 1   |
|                         | Partido Social Democrata | 75    | 36,59 / 100,00  | 7,27 | 3 / 7    | 1   |
| Votos Inválidos         | Votos Inválidos          | 9     | 4,39 / 100,00   | 0,84 |          |     |
| Total                   | Total                    | 205   | 100,00 / 100,00 |      | 7 / 7    |     |
| Eleitorado/Participação | Eleitorado/Participação  | 281   | 72,95 / 100,00  | 7,54 |          |     |

#### Quintela de Lampaças
| Partido                 | Partido                  | Votos | %               | +/-   | Mandatos | +/- |
| ----------------------- | ------------------------ | ----- | --------------- | ----- | -------- | --- |
|                         | Partido Social Democrata | 120   | 73,62 / 100,00  | 30,76 | 7 / 7    | 4   |
| Votos Inválidos         | Votos Inválidos          | 43    | 26,38 / 100,00  | 22,44 |          |     |
| Total                   | Total                    | 163   | 100,00 / 100,00 |       | 7 / 7    |     |
| Eleitorado/Participação | Eleitorado/Participação  | 290   | 56,21 / 100,00  | 6,83  |          |     |

#### Rabal
| Partido                 | Partido                        | Votos | %               | +/-   | Mandatos | +/- |
| ----------------------- | ------------------------------ | ----- | --------------- | ----- | -------- | --- |
|                         | Partido Social Democrata       | 94    | 63,95 / 100,00  | 0,48  | 5 / 7    | 1   |
|                         | Coligação Democrática Unitária | 43    | 29,25 / 100,00  | 20,87 | 2 / 7    | 2   |
| Votos Inválidos         | Votos Inválidos                | 10    | 6,80 / 100,00   | 0,38  |          |     |
| Total                   | Total                          | 147   | 100,00 / 100,00 |       | 7 / 7    |     |
| Eleitorado/Participação | Eleitorado/Participação        | 256   | 57,42 / 100,00  | 2,22  |          |     |

#### Rebordainhos e Pombares
| Partido                 | Partido                  | Votos | %               | +/-   | Mandatos | +/- |
| ----------------------- | ------------------------ | ----- | --------------- | ----- | -------- | --- |
|                         | Partido Social Democrata | 122   | 85,31 / 100,00  | 15,77 | 7 / 7    | 2   |
| Votos Inválidos         | Votos Inválidos          | 21    | 14,69 / 100,00  | 10,67 |          |     |
| Total                   | Total                    | 143   | 100,00 / 100,00 |       | 7 / 7    |     |
| Eleitorado/Participação | Eleitorado/Participação  | 275   | 52,00 / 100,00  | 7,59  |          |     |

#### Rebordãos
| Partido                 | Partido                  | Votos | %               | +/-   | Mandatos | +/- |
| ----------------------- | ------------------------ | ----- | --------------- | ----- | -------- | --- |
|                         | Partido Social Democrata | 199   | 71,07 / 100,00  | 2,92  | 7 / 7    | 1   |
| Votos Inválidos         | Votos Inválidos          | 81    | 28,93 / 100,00  | 20,90 |          |     |
| Total                   | Total                    | 280   | 100,00 / 100,00 |       | 7 / 7    |     |
| Eleitorado/Participação | Eleitorado/Participação  | 573   | 48,87 / 100,00  | 10,92 |          |     |

#### Rio Frio e Milhão
| Partido                 | Partido                  | Votos | %               | +/-   | Mandatos | +/- |
| ----------------------- | ------------------------ | ----- | --------------- | ----- | -------- | --- |
|                         | Partido Social Democrata | 204   | 79,69 / 100,00  | 25,78 | 7 / 7    | 3   |
| Votos Inválidos         | Votos Inválidos          | 52    | 20,31 / 100,00  | 15,09 |          |     |
| Total                   | Total                    | 256   | 100,00 / 100,00 |       | 7 / 7    |     |
| Eleitorado/Participação | Eleitorado/Participação  | 430   | 59,53 / 100,00  | 9,89  |          |     |

#### Salsas
| Partido                 | Partido                  | Votos | %               | +/-   | Mandatos | +/- |
| ----------------------- | ------------------------ | ----- | --------------- | ----- | -------- | --- |
|                         | Partido Social Democrata | 224   | 88,54 / 100,00  | 35,32 | 7 / 7    | 3   |
| Votos Inválidos         | Votos Inválidos          | 29    | 11,46 / 100,00  | 7,40  |          |     |
| Total                   | Total                    | 253   | 100,00 / 100,00 |       | 7 / 7    |     |
| Eleitorado/Participação | Eleitorado/Participação  | 476   | 53,15 / 100,00  | 3,15  |          |     |

#### Samil
| Partido                 | Partido                              | Votos | %               | +/-   | Mandatos | +/-  |
| ----------------------- | ------------------------------------ | ----- | --------------- | ----- | -------- | ---- |
|                         | Partido Social Democrata             | 274   | 42,68 / 100,00  | 5,79  | 4 / 9    | 1    |
|                         | Movimento de Cidadãos Samil Primeiro | 198   | 30,84 / 100,00  | Novo  | 3 / 9    | Novo |
|                         | Partido Socialista                   | 147   | 22,90 / 100,00  | 19,41 | 2 / 9    | 1    |
| Votos Inválidos         | Votos Inválidos                      | 23    | 3,58 / 100,00   | 2,02  |          |      |
| Total                   | Total                                | 642   | 100,00 / 100,00 |       | 9 / 9    | 2    |
| Eleitorado/Participação | Eleitorado/Participação              | 1 016 | 63,19 / 100,00  | 4,88  |          |      |

#### Santa Comba de Rossas
| Partido                 | Partido                  | Votos | %               | +/-   | Mandatos | +/- |
| ----------------------- | ------------------------ | ----- | --------------- | ----- | -------- | --- |
|                         | Partido Social Democrata | 111   | 48,47 / 100,00  | 17,32 | 4 / 7    | 2   |
|                         | Partido Socialista       | 58    | 25,33 / 100,00  | 21,80 | 2 / 7    | 2   |
|                         | CDS – Partido Popular    | 51    | 22,27 / 100,00  | -     | 1 / 7    | -   |
| Votos Inválidos         | Votos Inválidos          | 9     | 3,93 / 100,00   | 1,81  |          |     |
| Total                   | Total                    | 229   | 100,00 / 100,00 |       | 7 / 7    |     |
| Eleitorado/Participação | Eleitorado/Participação  | 364   | 62,91 / 100,00  | 2,16  |          |     |

#### São Julião de Palácios e Deilão
| Partido                 | Partido                  | Votos | %               | +/-   | Mandatos | +/- |
| ----------------------- | ------------------------ | ----- | --------------- | ----- | -------- | --- |
|                         | Partido Social Democrata | 200   | 81,97 / 100,00  | 37,40 | 7 / 7    | 3   |
| Votos Inválidos         | Votos Inválidos          | 44    | 18,03 / 100,00  | 10,60 |          |     |
| Total                   | Total                    | 244   | 100,00 / 100,00 |       | 7 / 7    |     |
| Eleitorado/Participação | Eleitorado/Participação  | 563   | 43,34 / 100,00  | 12,22 |          |     |

#### São Pedro de Sarracenos
| Partido                 | Partido                  | Votos | %               | +/-   | Mandatos | +/- |
| ----------------------- | ------------------------ | ----- | --------------- | ----- | -------- | --- |
|                         | Partido Social Democrata | 183   | 77,87 / 100,00  | 33,89 | 7 / 7    | 4   |
| Votos Inválidos         | Votos Inválidos          | 52    | 22,13 / 100,00  | 19,88 |          |     |
| Total                   | Total                    | 235   | 100,00 / 100,00 |       | 7 / 7    |     |
| Eleitorado/Participação | Eleitorado/Participação  | 367   | 64,03 / 100,00  | 6,34  |          |     |

#### Sé, Santa Maria e Meixedo
| Partido                 | Partido                         | Votos  | %               | +/-  | Mandatos | +/-     |
| ----------------------- | ------------------------------- | ------ | --------------- | ---- | -------- | ------- |
|                         | Partido Social Democrata        | 3 426  | 35,54 / 100,00  | 2,17 | 8 / 19   | 1       |
|                         | Força da União                  | 3 178  | 32,96 / 100,00  | Novo | 7 / 19   | Novo    |
|                         | Partido Socialista              | 1 664  | 17,26 / 100,00  | 5,32 | 4 / 19   | 1       |
|                         | CDS – Partido Popular           | 377    | 3,91 / 100,00   | 1,22 | 0 / 19   | Estável |
|                         | Bloco de Esquerda               | 237    | 2,46 / 100,00   | 1,01 | 0 / 19   | Estável |
|                         | Coligação Democrática Unitária  | 203    | 2,11 / 100,00   | 1,00 | 0 / 19   | Estável |
|                         | Partido Democrático Republicano | 136    | 1,41 / 100,00   | Novo | 0 / 19   | Novo    |
| Votos Inválidos         | Votos Inválidos                 | 420    | 4,36 / 100,00   | 1,99 |          |         |
| Total                   | Total                           | 9 641  | 100,00 / 100,00 |      | 19 / 19  |         |
| Eleitorado/Participação | Eleitorado/Participação         | 20 545 | 46,93 / 100,00  | 0,66 |          |         |

#### Sendas
| Partido                 | Partido                  | Votos | %               | +/-  | Mandatos | +/-     |
| ----------------------- | ------------------------ | ----- | --------------- | ---- | -------- | ------- |
|                         | Partido Social Democrata | 140   | 96,55 / 100,00  | 5,27 | 7 / 7    | Estável |
| Votos Inválidos         | Votos Inválidos          | 5     | 3,45 / 100,00   | 2,29 |          |         |
| Total                   | Total                    | 145   | 100,00 / 100,00 |      | 7 / 7    |         |
| Eleitorado/Participação | Eleitorado/Participação  | 216   | 67,13 / 100,00  | 4,54 |          |         |

#### Serapicos
| Partido                 | Partido                  | Votos | %               | +/-   | Mandatos | +/-     |
| ----------------------- | ------------------------ | ----- | --------------- | ----- | -------- | ------- |
|                         | Partido Social Democrata | 108   | 63,16 / 100,00  | 0,73  | 5 / 7    | Estável |
|                         | Partido Socialista       | 49    | 28,65 / 100,00  | 10,42 | 2 / 7    | 1       |
| Votos Inválidos         | Votos Inválidos          | 14    | 8,18 / 100,00   | 1,00  |          |         |
| Total                   | Total                    | 171   | 100,00 / 100,00 |       | 7 / 7    |         |
| Eleitorado/Participação | Eleitorado/Participação  | 332   | 51,51 / 100,00  | 1,37  |          |         |

#### Sortes
| Partido                 | Partido                  | Votos | %               | +/-   | Mandatos | +/- |
| ----------------------- | ------------------------ | ----- | --------------- | ----- | -------- | --- |
|                         | Partido Social Democrata | 113   | 50,00 / 100,00  | 20,37 | 4 / 7    | 2   |
|                         | Partido Socialista       | 101   | 44,69 / 100,00  | 2,56  | 3 / 7    | 1   |
| Votos Inválidos         | Votos Inválidos          | 12    | 5,31 / 100,00   | 2,56  |          |     |
| Total                   | Total                    | 226   | 100,00 / 100,00 |       | 7 / 7    |     |
| Eleitorado/Participação | Eleitorado/Participação  | 319   | 70,85 / 100,00  | 7,88  |          |     |

#### Zoio
| Partido                 | Partido                  | Votos | %               | +/-   | Mandatos | +/- |
| ----------------------- | ------------------------ | ----- | --------------- | ----- | -------- | --- |
|                         | Partido Social Democrata | 95    | 83,33 / 100,00  | 14,27 | 7 / 7    | 1   |
| Votos Inválidos         | Votos Inválidos          | 19    | 16,67 / 100,00  | 7,32  |          |     |
| Total                   | Total                    | 114   | 100,00 / 100,00 |       | 7 / 7    |     |
| Eleitorado/Participação | Eleitorado/Participação  | 184   | 61,96 / 100,00  | 3,30  |          |     |

| Freguesia                       | 2013-2017 | 2013-2017                | 2013-2017      | 2017-2021 | 2017-2021                | 2017-2021      |
| ------------------------------- | --------- | ------------------------ | -------------- | --------- | ------------------------ | -------------- |
| Alfaião                         |           | Partido Social Democrata | 56,41 / 100,00 |           | Partido Social Democrata | 89,04 / 100,00 |
| Aveleda e Rio de Onor           |           | Partido Socialista       | 53,76 / 100,00 |           | Partido Social Democrata | 68,12 / 100,00 |
| Babe                            |           | Partido Social Democrata | 70,39 / 100,00 |           | Partido Social Democrata | 81,88 / 100,00 |
| Baçal                           |           | Partido Social Democrata | 54,83 / 100,00 |           | Partido Social Democrata | 89,68 / 100,00 |
| Carragosa                       |           | Partido Socialista       | 45,98 / 100,00 |           | Partido Socialista       | 48,81 / 100,00 |
| Castrelos e Carrazedo           |           | Partido Social Democrata | 63,32 / 100,00 |           | Partido Social Democrata | 86,63 / 100,00 |
| Castro de Avelãs                |           | Partido Social Democrata | 60,53 / 100,00 |           | Partido Social Democrata | 52,74 / 100,00 |
| Coelhoso                        |           | Partido Social Democrata | 60,15 / 100,00 |           | Partido Social Democrata | 53,70 / 100,00 |
| Donai                           |           | Partido Social Democrata | 71,53 / 100,00 |           | Partido Social Democrata | 64,33 / 100,00 |
| Espinhosela                     |           | Partido Social Democrata | 65,86 / 100,00 |           | Partido Social Democrata | 63,82 / 100,00 |
| França                          |           | Partido Social Democrata | 51,55 / 100,00 |           | Partido Social Democrata | 69,82 / 100,00 |
| Gimonde                         |           | Partido Social Democrata | 48,39 / 100,00 |           | Partido Social Democrata | 80,77 / 100,00 |
| Gondesende                      |           | Partido Social Democrata | 46,58 / 100,00 |           | Partido Social Democrata | 55,56 / 100,00 |
| Gostei                          |           | Grupo de Cidadãos        | 50,55 / 100,00 |           | Partido Social Democrata | 67,82 / 100,00 |
| Grijó de Parada                 |           | Partido Social Democrata | 53,28 / 100,00 |           | Partido Socialista       | 54,98 / 100,00 |
| Izeda,Calvelhe e Paradinha Nova |           | Partido Socialista       | 38,94 / 100,00 |           | Partido Socialista       | 50,56 / 100,00 |
| Macedo do Mato                  |           | Partido Social Democrata | 49,14 / 100,00 |           | Partido Social Democrata | 69,28 / 100,00 |
| Mós                             |           | Partido Social Democrata | 50,00 / 100,00 |           | Partido Social Democrata | 69,75 / 100,00 |
| Nogueira                        |           | Partido Social Democrata | 50,43 / 100,00 |           | Partido Social Democrata | 49,13 / 100,00 |
| Outeiro                         |           | Partido Socialista       | 48,19 / 100,00 |           | Partido Social Democrata | 71,43 / 100,00 |
| Parada e Faílde                 |           | Partido Social Democrata | 43,88 / 100,00 |           | Partido Social Democrata | 51,15 / 100,00 |
| Parâmio                         |           | Partido Socialista       | 50,00 / 100,00 |           | Partido Socialista       | 50,00 / 100,00 |
| Pinela                          |           | Partido Social Democrata | 40,53 / 100,00 |           | Partido Social Democrata | 81,46 / 100,00 |
| Quintanilha                     |           | Partido Socialista       | 65,45 / 100,00 |           | Partido Socialista       | 59,02 / 100,00 |
| Quintela de Lampaças            |           | Partido Socialista       | 53,20 / 100,00 |           | Partido Social Democrata | 73,62 / 100,00 |
| Rabal                           |           | Partido Social Democrata | 63,47 / 100,00 |           | Partido Social Democrata | 63,95 / 100,00 |
| Rebordainhos e Pombares         |           | Partido Social Democrata | 69,54 / 100,00 |           | Partido Social Democrata | 85,31 / 100,00 |
| Rebordãos                       |           | Partido Social Democrata | 68,15 / 100,00 |           | Partido Social Democrata | 71,07 / 100,00 |
| Rio Frio e Milhão               |           | Partido Social Democrata | 53,91 / 100,00 |           | Partido Social Democrata | 79,69 / 100,00 |
| Salsas                          |           | Partido Social Democrata | 53,22 / 100,00 |           | Partido Social Democrata | 88,54 / 100,00 |
| Samil                           |           | Partido Socialista       | 42,31 / 100,00 |           | Partido Social Democrata | 42,68 / 100,00 |
| Santa Comba de Rossas           |           | Partido Socialista       | 47,13 / 100,00 |           | Partido Social Democrata | 48,47 / 100,00 |
| São Julião de Palácios e Deilão |           | Partido Social Democrata | 54,57 / 100,00 |           | Partido Social Democrata | 81,97 / 100,00 |
| São Pedro de Sarracenos         |           | Partido Social Democrata | 43,98 / 100,00 |           | Partido Social Democrata | 77,87 / 100,00 |
| Sé, Santa Maria e Meixedo       |           | Partido Social Democrata | 37,71 / 100,00 |           | Partido Social Democrata | 35,54 / 100,00 |
| Sendas                          |           | Partido Social Democrata | 91,28 / 100,00 |           | Partido Social Democrata | 96,55 / 100,00 |
| Serapicos                       |           | Partido Social Democrata | 62,43 / 100,00 |           | Partido Social Democrata | 63,16 / 100,00 |
| Sortes                          |           | Partido Socialista       | 42,13 / 100,00 |           | Partido Social Democrata | 50,00 / 100,00 |
| Zoio                            |           | Partido Social Democrata | 69,06 / 100,00 |           | Partido Social Democrata | 83,33 / 100,00 |